# Euphorbia portlandica
Euphorbia portlandica är en törelväxtart som beskrevs av Carl von Linné. Euphorbia portlandica ingår i släktet törlar, och familjen törelväxter. Inga underarter finns listade i Catalogue of Life.

## Bildgalleri

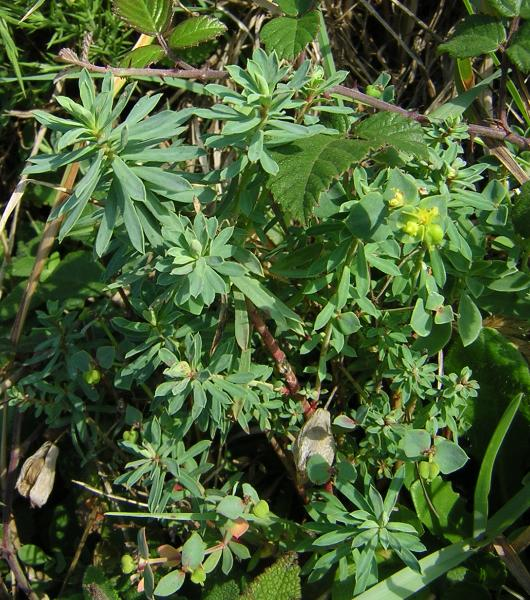
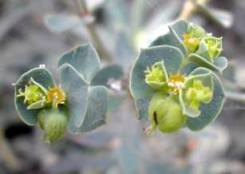
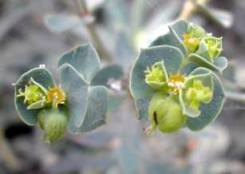
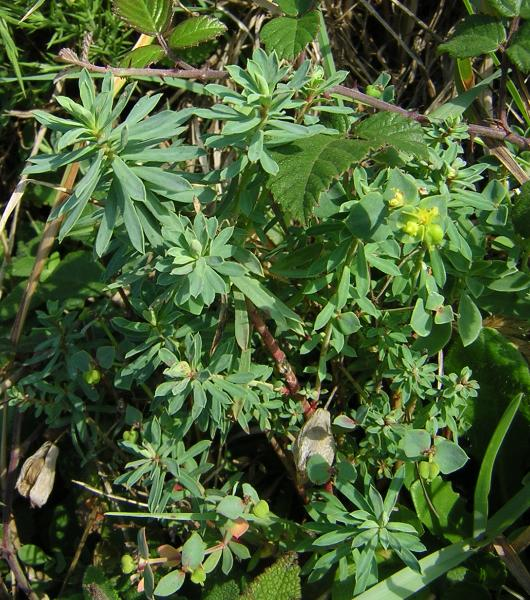